# 4238-as mellékút (Magyarország)
A 4238-as számú mellékút egy közel 20 kilométer hosszú, négy számjegyű országos közút Békés vármegye területén; Békést köti össze a Békéscsabához tartozó Gerlával, illetve Tarhos község számára is összeköttetést nyújt a két város felé.

## Nyomvonala
A Szeghalom-Gyula közt húzódó 4234-es útból ágazik ki, annak a 26,650-es kilométerszelvényénél, Tarhos közigazgatási területének keleti részén, pontosan nyugati irányban. 1,8 kilométer után éri el a lakott terület szélét, ott a Békési utca nevet veszi fel és kicsit délebbi irányba fordul. 2,5 kilométer után el is hagyja a falu belterületét, a 3,850-es kilométerszelvénye táján pedig átlép Békés területére, ahol egy újabb irányváltást követően már délnyugati irányban folytatódik.
7,3 kilométer után kiágazik belőle délkeleti irányban a 42 143-as számú mellékút a Rosszerdő nevű külterületi városrész felé, majd 7,9 kilométer után egy újabb, ezúttal számozatlan alsóbbrendű út északnak, Bélmegyer irányába. 8,6 kilométer után keresztezi a Kettős-Körös folyását, a híd nyugati hídfőjétől pedig már Békés város belterületei közt húzódik. Itt előbb a Rákóczi utca nevet viseli, és a korábbiaknál határozottan délebbi irányt követ, majd a belvárosban találkozik a 470-es főúttal, amely itt nagyjából 10,3 kilométer után jár.
A városközpontban, közel egy kilométer hosszúságban közös szakaszon húzódnak, Széchenyi tér, majd Petőfi Sándor utca néven, majd a központ déli szélén kettéválnak: a 470-es ott nyugatnak tér, a 4238-as pedig délnek folytatódik, egy ideig még Petőfi Sándor utca, majd Gyulai utca néven. A 13. kilométere után hagyja maga mögött a belterület déli szélét, 15,3 kilométer után pedig Békéscsaba területére ér. Ott már végig külterületek közt húzódik, dél-délkeleti irányban, így is ér véget, az egykor önálló Gerla község (ma városrész) északnyugati szélén, beletorkollva a 4239-es útba, annak 4,100-as kilométerszelvényénél.
Teljes hossza, az országos közutak térképes nyilvántartását szolgáló kira.gov.hu adatbázisa szerint 18,755 kilométer.

## Települések az út mentén
- Tarhos
- Békés
- Békéscsaba